# Radioamador

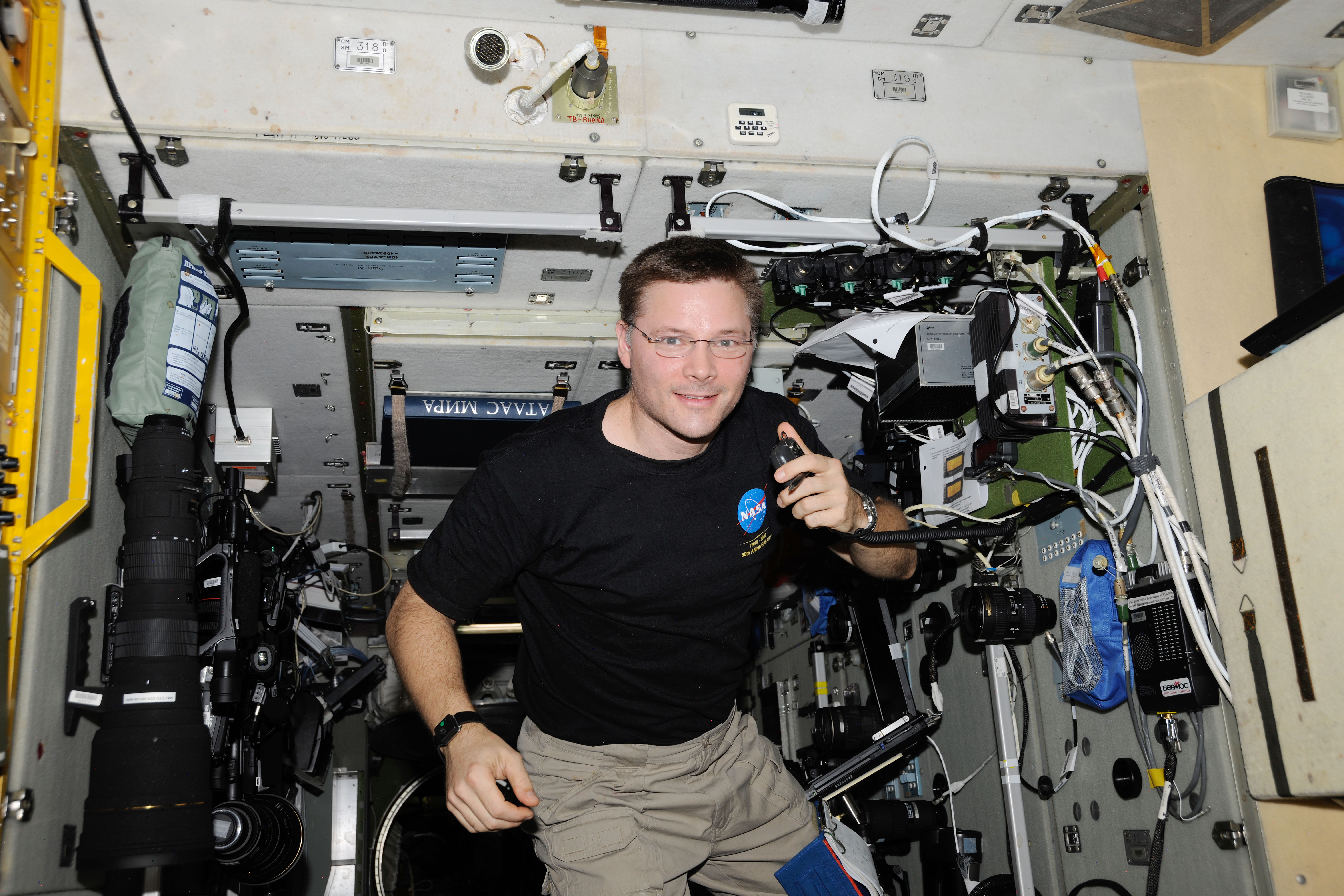
O astronauta da NASA, coronel Doug Wheelock, KF5BOC, engenheiro de voo da Expedição 24, opera a estação de rádio amador NA1SS no Módulo de Serviço Zvezda da Estação Espacial Internacional. O equipamento é um transceptor Kenwood TM-D700E.

Um operador de rádio amador é alguém que usa equipamento em uma estação de rádio amador para estabelecer comunicações pessoais bidirecionais com outros operadores amadores em frequências de rádio atribuídas ao serviço de rádio amador. Eles recebem uma licença de rádio amador por uma autoridade reguladora governamental após passarem em um exame sobre regulamentos aplicáveis, eletrônica, teoria de rádio e operação de rádio. Como parte de sua licença, recebem um indicativo de chamada que usam para se identificarem durante a comunicação. Cerca de três milhões de operadores de rádio amadores estão atualmente ativos em todo o mundo.
Os operadores de rádio amador também são conhecidos como radioamadores ou radioamadores. O termo "amador" como originou-se de um uso pejorativo (como "ator amador") por operadores em comunidades de rádio comerciais e profissionais e remonta à telegrafia com fio.